# Alcoa (Tennessee)
Alcoa ist eine Stadt (mit dem Status „City“) im Blount County im US-amerikanischen Bundesstaat Tennessee. Das U.S. Census Bureau hat bei der Volkszählung 2020 eine Einwohnerzahl von 10.978 ermittelt.
Alcoa liegt in der Knoxville Metropolitan Area, der Metropolregion um die Stadt Knoxville.

## Geografie
Alcoa liegt im Osten Tennessees an der Mündung des Little River in den Tennessee River, der über den Ohio zum Stromgebiet des Mississippi gehört.
Die geografischen Koordinaten von Alcoa sind 35°47′22″ nördlicher Breite und 83°58′26″ westlicher Länge. Das Stadtgebiet erstreckt sich über eine Fläche von 40,5 km², die sich auf 38,2 km² Land- und 2,3 km² Wasserfläche verteilt.
Nachbarorte von Alcoa sind Rockford (an der nordöstlichen Stadtgrenze), Seymour (24,8 km nordöstlich), Eagleton Village (an der östlichen Stadtgrenze), Wildwood (12,1 km östlich), Walland (19,3 km ostsüdöstlich), Maryville (an der südlichen Stadtgrenze), Greenback (24,6 km südwestlich), Friendsville (18,4 km westlich) und Louisville (an der nordwestlichen Stadtgrenze).
Das Stadtzentrum von Knoxville befindet sich (24 km nördlich). Die nächstgelegenen weiteren größeren Städte sind Lexington in Kentucky (298 km nördlich), Charlotte in North Carolina (371 km ostsüdöstlich), Greenville in South Carolina (278 km südöstlich), Atlanta in Georgia (285 km südlich), Chattanooga (173 km südwestlich), Tennessees Hauptstadt Nashville (296 km westlich), Bowling Green in Kentucky (328 km nordwestlich) und Kentuckys größte Stadt Louisville (404 km nordnordwestlich).

## Verkehr
Der Interstate Highway 140, ein Zubringer des I 40, hat seinen südöstlichen Endpunkt im Nordosten von Alcoa. Weiterhin treffen im Stadtgebiet von Alcoa die Tennessee State Routes 33, 35, 115, 334 und 335 zusammen. Alle weiteren Straßen sind untergeordnete Landstraßen, teils unbefestigte Fahrwege sowie innerörtliche Verbindungsstraßen.
Im Stadtgebiet von Alcoa treffen mehrere Eisenbahnlinien für den Frachtverkehr der CSX Transportation (CSXT) und der Norfolk Southern Railway (NS) zusammen.
Der nächste Flughafen ist der an der nordwestlichen Stadtgrenze gelegene McGhee Tyson Airport von Knoxville.

## Geschichte
Der Ort war bis 1918 ein Teil von Maryville, bis das Areal um die vom Alcoa-Konzern (Aluminum Company of America) betriebene Aluminiumfabrik abgetrennt wurde und ein Jahr später als selbstständige City of Alcoa inkorporiert wurde.

## Bevölkerung
Nach der Volkszählung im Jahr 2010 lebten in Alcoa 8449 Menschen in 3693 Haushalten. Die Bevölkerungsdichte betrug 221,2 Einwohner pro Quadratkilometer. In den 3693 Haushalten lebten statistisch je 2,28 Personen.
Ethnisch betrachtet setzte sich die Bevölkerung zusammen aus 79,1 Prozent Weißen, 14,0 Prozent Afroamerikanern, 0,2 Prozent amerikanischen Ureinwohnern, 0,5 Prozent Asiaten sowie 3,6 Prozent aus anderen ethnischen Gruppen; 2,6 Prozent stammten von zwei oder mehr Ethnien ab. Unabhängig von der ethnischen Zugehörigkeit waren 6,8 Prozent der Bevölkerung spanischer oder lateinamerikanischer Abstammung.
21,7 Prozent der Bevölkerung waren unter 18 Jahre alt, 62,0 Prozent waren zwischen 18 und 64 und 16,3 Prozent waren 65 Jahre oder älter. 52,2 Prozent der Bevölkerung waren weiblich.
Das mittlere jährliche Einkommen eines Haushalts lag bei 39.258 USD. Das Pro-Kopf-Einkommen betrug 21.730 USD. 19,0 Prozent der Einwohner lebten unterhalb der Armutsgrenze.

## Bekannte Bewohner
- Randall Cobb (* 1990) – American-Football-Spieler – besuchte die Schule in Alcoa
- Bessie Harvey (1929–1994)  – Künstlerin der Art brut, die in Alcoa lebte
- Lynn Swann (* 1952) – American-Football-Spieler – geboren in Alcoa